# Tomás Asta-Buruaga
Tomás Pablo Asta-Buruaga Montoya (Santiago, 11 de outubro de 1996) é um futebolista chileno que atua como zagueiro pelo Universidad Católica.

## Carreira
Nascido em Santiago. Joga como zagueiro, formado nas categorias de base da Unión Española, foi incorporado ao profissional pelo treinador José Luis Sierra. Estreou pela Unión Española em 24 de julho de 2013 contra o Palestino em partida válida pelo Copa Chile e estreou pelo Campeonato Chileno em 23 de fevereiro de 2014, contra o Everton. Porém, devido a sua pouca idade, logo o emprestou ao Antofagasta.

### Universidad Católica
Em 2 de janeiro de 2020, ele foi apresentado como um novo reforço da Universidad Católica. Em 8 de novembro do 2020, marcou seu primeiro gol pela Universidad Católica contra Palestino. Na temporada 2020, Universidad Católica conquistou da Campeonato Chileno 2020 e posteriormente foi campeão da Supercopa da Chile 2020. No final de 2021, Universidad Católica foi campeão da Supercopa da Chile 2021 em pênaltis, e mais tarde instituição também foi coroada tetracampeã do torneio nacional, após vencer as edições 2018, 2019, 2020 e 2021.

## Títulos
Unión Española
- Campeonato Chileno: 2013
- Supercopa do Chile: 2013

Universidad Católica
- Campeonato Chileno: 2020, 2021
- Supercopa do Chile: 2020, 2021